# Турв
Турв (фр. Tourves) — коммуна на юго-востоке Франции в регионе Прованс — Альпы — Лазурный берег, департамент Вар, округ Бриньоль, кантон Бриньоль.
Площадь коммуны — 65,62 км², население — 4641 человек (2006) с выраженной тенденцией к росту: 4963 человека (2012), плотность населения — 76,0 чел/км².

## Население
Население коммуны в 2011 году составляло — 4879 человек, а в 2012 году — 4963 человека.
| 1962 | 1968 | 1975 | 1982 | 1990 | 1999 | 2006 | 2011 | 2012 |
| ---- | ---- | ---- | ---- | ---- | ---- | ---- | ---- | ---- |
| 1562 | 1648 | 1844 | 2137 | 2788 | 3428 | 4641 | 4879 | 4963 |

Динамика населения:

## Экономика
В 2010 году из 3018 человек трудоспособного возраста (от 15 до 64 лет) 2101 были экономически активными, 917 — неактивными (показатель активности 69,6 %, в 1999 году — 63,9 %). Из 2101 активных трудоспособных жителей работали 1837 человек (966 мужчин и 871 женщина), 264 числились безработными (129 мужчин и 135 женщин). Среди 917 трудоспособных неактивных граждан 228 были учениками либо студентами, 375 — пенсионерами, а ещё 314 — были неактивны в силу других причин.
На протяжении 2010 года в коммуне числилось 1979 облагаемых налогом домохозяйств, в которых проживало 4942,0 человека. При этом медиана доходов составила 18 тысяч 008 евро на одного налогоплательщика.

## Достопримечательности (фотогалерея)

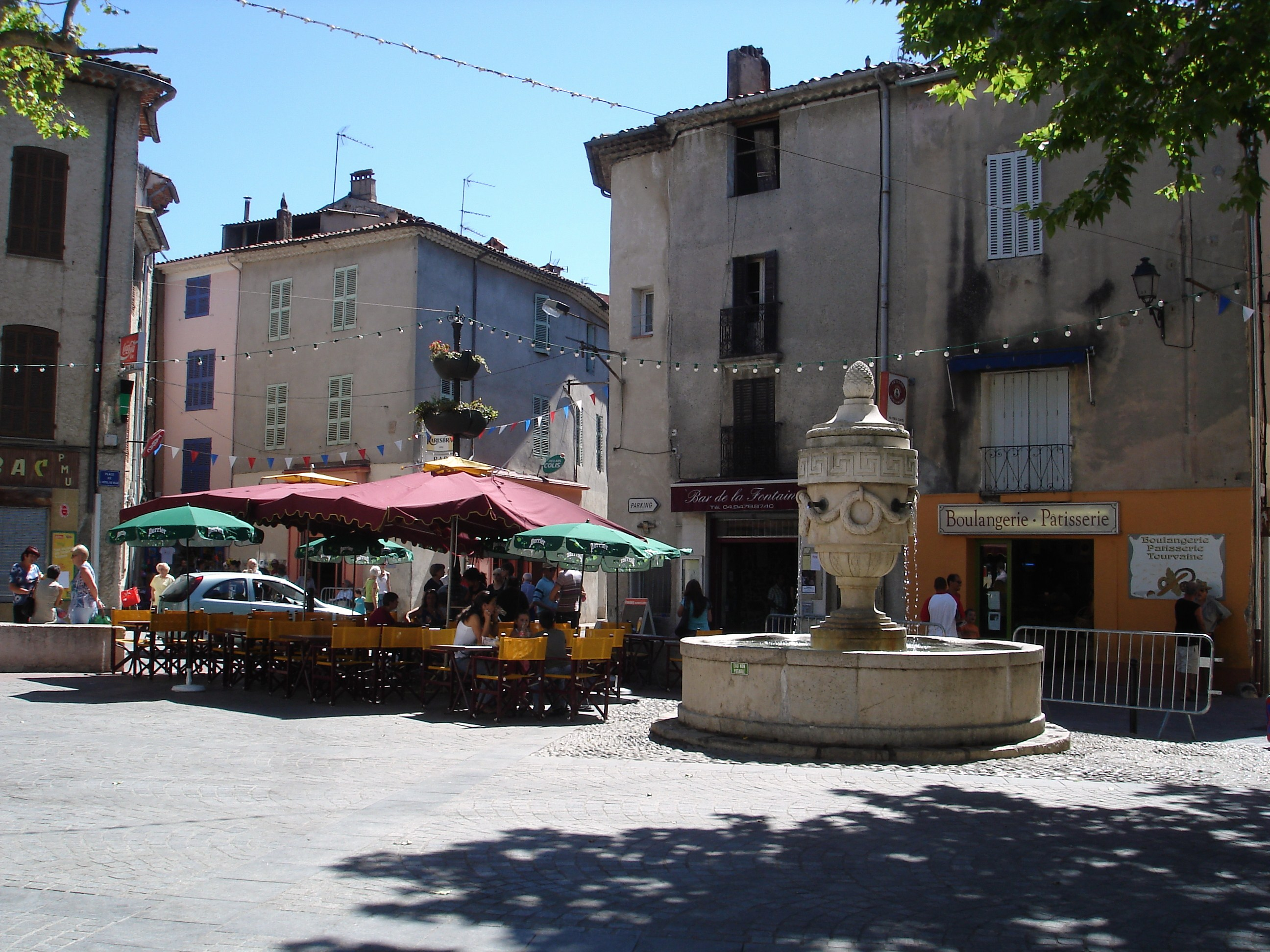
Площадь перед мэрией
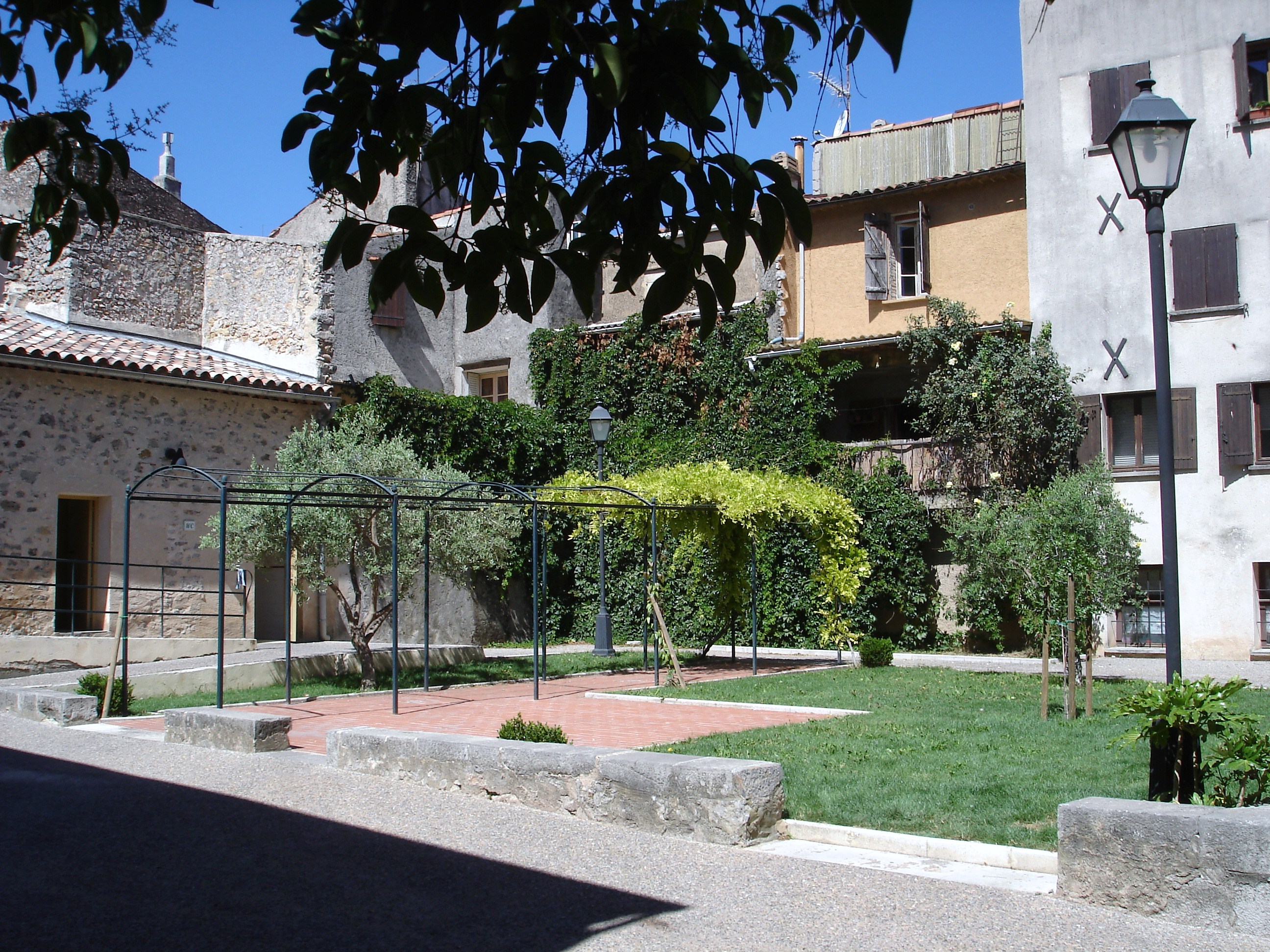
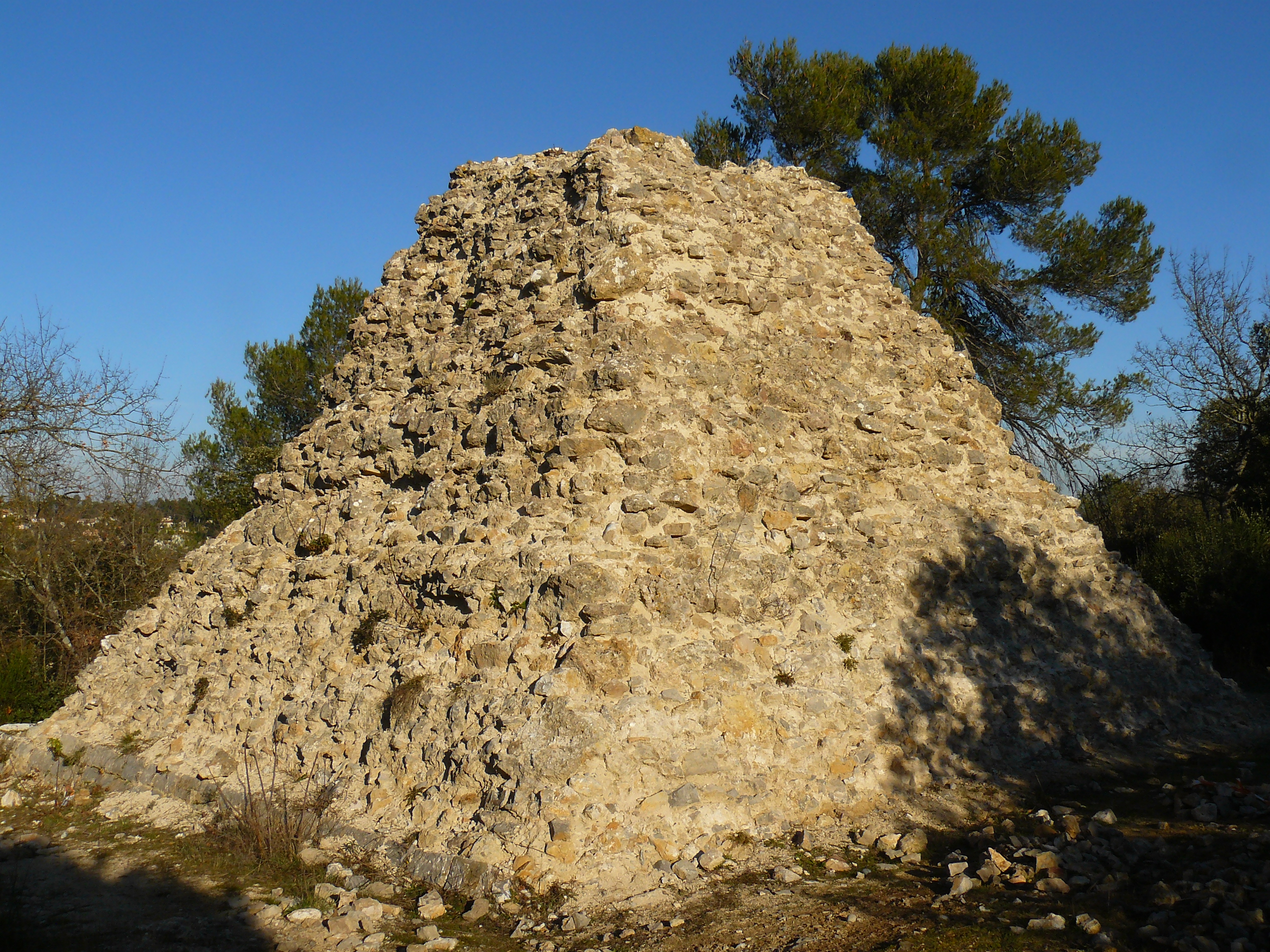
Пирамида

## Города-побратимы
- Перинальдо, Италия (1993)